# اختيار جنس المولود
اختيار جنس المولود: هو محاولة التحكم بجنس الأبناء للوصول إلى الجنس المرغوب. ويمكن تحقيق ذلك بعدة طرق سواء قبل أو بعد الحمل بالجنين أو عند الولادة. وقد سُّوق تحت عنوان تحقيق التوازن العائلي.
ووفقًا لما ذكره صندوق الأمم المتحدة للسكان، ترجع الأسباب الكامنة وراء اختيار الجنس إلى ثلاثة عوامل وتوفر فهمًا لاختلالات التوازن في نسبة الجنسين فضلًا عن التنبؤ بالاتجاهات المقبلة. تتمثل هذه العوامل بما يلي:
تفضيل الأبناء الناشئين من هياكل الأسر المعيشية «إذ تتمتع الفتيات والنساء بوضع اجتماعي واقتصادي ورمزي هامشي، وبالتالي يتمتعن بحقوق أقل». تركز هياكل الأسر المعيشية هذه أيضًا على الأمن المُتوقع أن يقدم فيه الأبناء الدعم لأولياء أمورهم طوال حياتهم.
النمو التكنولوجي للتشخيص قبل الولادة، ما يسمح للآباء بمعرفة جنس أطفالهم غير المولودين.
انخفاض الخصوبة، ما يزيد الحاجة إلى اختيار الجنس بتقليل احتمال وجود ابنة في أسر أصغر.
يذكر صندوق الأمم المتحدة للسكان «تسهم القيود المحلية المفروضة في تحديد جنس المولود، بالإضافة إلى انخفاض الخصوبة السريع دون مستويات الإحلال، ومع رغبة الوالدين بالحفاظ على حجم الأسرة صغيرا، يميلان إلى إلزام الوالدين للجوء إلى اختيار جنس المولود».

## تفضيل جنس الطفل
يكون النسل من الذكور في العديد من الثقافات مرغوبًا من أجل وراثة الممتلكات وحمل اسم الأسرة وتوفير الدعم للوالدين في سن الشيخوخة.
كان الأهل يفضلون الأبناء على البنات في بلدان مثل الهند والصين وإندونيسيا ونيبال،. ووفقًا لاستطلاع رأي أجرته مؤسسة جالوب في عام 2011، يفضل الآباء الأميركيون الذكور بنسبة 40% إلى 28%. وكانت النتائج مماثلة لاستطلاع أجري في عام 1941 عندما فضل الأميركيون الفتى على الفتاة بنسبة 38% إلى 24%. كان التفضيل الإجمالي مدفوعًا من جانب الرجال، الذين فضل 49% منهم أن يكون مولودهم ذكر مقارنة بنحو 22% يفضلون الأنثى. ويتجلى تفضيل الرجال للأبناء الذكور من بين الذين تتراوح أعمارهم 18 و29 عامًا. ومن ناحية أخرى، لم تظهر النساء أي تفضيل لأي من الجنسين حيث ذكرت 33% أنهن يفضلن الأنثى و31% أجبن بأنهن يفضلن الذكر.
وقد وجدت دراسة أُجريت في عام 2009 في جامعة أولستر أن وجود أخوات مقابل الإخوة في الأسرة يمكن أن يعزز جودة حياة البالغين.

### تفضيل البنين
يفضل الوالدان أن يكون المولود ذكراً على أن تكون أنثى في العديد من البلدان. تمكن ملاحظة ذلك من خلال نسبة الجنسين بين الأطفال في مختلف البلدان. على الرغم من أن نسبة جنس الأطفال من الناحية البيولوجية تبلغ نحو 95 فتاة مقابل كل 100 صبي، فإن هذا العدد يتساوى بشكل عام بسبب ارتفاع معدل وفيات الأطفال الرضع. ويرى العلماء أن نسبة المواليد المتوقعة بين الجنسين في عدد طبيعي من السكان تتراوح من 103 إلى 107 من الذكور للإناث عند الولادة.
بيد أن نسبة الأطفال من الجنسين في عدد من بلدان جنوب آسيا وشرقها والقوقاز محرفة بشدة، وتشتد المشكلة بشكل خاص في الصين والهند. يُقال أن نسبة تفضيل الأبناء على البنات تعود لعدة أسباب: ففي هذه البلدان يُقال إن تفضيل الابن يرتبط بعوامل كالاقتصاد والدين والثقافة. إذ يضمن وجود الابن أن تكون الأسر أكثر أمنًا اقتصاديًا؛ فلا تضطر لدفع المهر وتكون في الطرف المتلقي بدلًا من ذلك.
أما في الصين فقد أسهمت سياسة الطفل الواحد في اختلال التوازن بين الجنسين، بينما يكون نظام المهر في الهند مسؤولًا عن تفضيل الأبناء الشديد. علاوة على ذلك، ففي البلدان التي توجد فيها ممارسات تمييزية فيما يتعلق بإرث النساء أو امتلاكهن أو سيطرتهن على الأراضي بحكم القانون، يضمن وجود الابن الذكر عدم القلق بشأن العواقب القانونية المترتبة على ذلك (إذا حدث شيء ما لهن). يُقال أيضًا إن الآباء في هذه البلدان يدركون الصعوبات المحتملة التي قد تواجهها ابنتهم في حياتها، ولذلك فهم يفضلون أن يكون المولود ذكرا حتى لا يروا ابنتهم تعاني من هذه الصعوبات. في كثير من الأحيان، يؤدي تفضيل هذا الابن إلى إجهاض الأجنة الإناث واختيار جنس المولود قبل الولادة.

## الطرق

### ما قبل الزرع
يمكن استخدام نوعين رئيسين من طرق ما قبل الزرع في اختيار جنس المولود الاجتماعي. ويستند كلاهما إلى جعل الكروموسوم الجنسي الثاني إما كروموسوم Y (ينتج عنه مولود ذكر)، أو كروموسوم X (ينتج عنه مولودة أنثى).

### طريقة إريكسون
تستخدم طريقة إريكسون التي طبقها الدكتور رونالد جيه لأول مرة في بيئة سريرية في سبعينيات القرن العشرين. إريكسون: تركيزات أعلى من الحيوانات المنوية من الجنس المرغوب لزيادة احتمالات الحمل بهذا الجنس. وتبلغ نسبة نجاح هذه الطريقة بين 70% و72% للبنين ومعدل نجاح بين 69% و75% للبنات. وفي الوقت الحالي، يستخدم نحو 50 مركزًا لاختيار جنس المولود في الولايات المتحدة طريقة إريكسون لاختيار نوع الجنس اصطناعيًا.
تفصل طريقة إريكسون بين الحيوانات المنوية الذكرية والأنثوية من خلال تمريرها بعمود مليء ببروتين الدم المسمى ألبومين المصل البشري. فعندما تدخل الحيوانات المنوية إلى ألبومين المصل البشري تتضح الاختلافات في الكتلة بين الكروموسومات X وY وذلك عندما تطفو الحيوانات المنوية الذكرية الأخف وزنًا في البروتينات أكثر من الحيوانات المنوية الأنثوية الغارقة؛ وذلك نتيجة لوزن (الساق) الإضافية للكروموسوم الجنسي X. يخلق هذا الفرق الصغير طبقات منفصلة من حيوانات منوية مركزة ذكرية وأنثوية. وتكون طبقات الحيوانات المنوية المختارة حسب نوع الجنس هي من التركيزات الأعلى ولكنها لا تكون نقية. ويفسر عدم النقاء احتمالات فشل طريقة إريكسون في اختيار جنس المولود بنسبة 30%.

### تقنية الإخصاب في المختبر IVF/ التشخيص الوراثي السابق للانغراس PGD
بعد تحريض المبيض على الإباضة، تُنقل العديد من البيوض من الأم. ويُخصّب البيض في المختبر باستخدام الحيوانات المنوية للأب بواسطة تقنية تسمى الإخصاب في المختبر (آي في إف)، ويعني مصطلح (في المختبر) باللغة اللاتينية (داخل أنبوب زجاجي) ويطلق على البيض المخصب اسم الأجنة. ومع تطور الأجنة من خلال الانقسام المتساوي، تُفصل حسب جنس الجنين، تُزرع الأجنة من الجنس المطلوب مرة أخرى في رحم الأم.
قبل الإخصاب بتقنية الإخصاب في المختبر، يمكن أن يكون البيض المخصب وراثيًا ثنائياً مع التشخيص الوراثي السابق للانغراس (بي جي دي) لزيادة نجاح الإخصاب. عندما ينمو الجنين من 6-8 خلايا بحجم  يسمح بعمل شق ليزر صغير في المنطقة الشفافة (غشاء البيضة) التي تمكّن من إزالة واحدة من الخلايا. تحتوي كل خلية في الجنين على نسخة متطابقة من مجموع مورثي للشخص بأكمله. ولا تضر إزالة إحدى هذه الخلايا بالجنين النامي. ثم يدرس عالم وراثي الكروموسومات في الخلايا المستخرجة للكشف عن الاضطرابات الجينية وللتحليل المحدد للجنسين. ثم تعود الأجنة من الجنس المطلوب مع المورثات المقبولة إلى الأم.
فُضلت تقنية الإخصاب في المختبر والتشخيص الوراثي السابق للانغراس على طريقة إريكسون بسبب الرقابة الأكثر صرامة على جنس المواليد في المختبر. نظرًا لأن الأجنة من الجنس المطلوب هي الوحيدة التي تنقل إلى الأم، تتجتنب تقنية الإخصاب في المختبر والتشخيص الوراثي السابق للانغراس ذلك الاحتمال الصغير لتخصيب البويضة من حيوان منوي غير مرغوب به الموجود في طريقة إريكسون. معدلات نجاح اختيار نوع الجنس في طريقة الإخصاب في المختبر عالية جدًا. ويوصى باستخدام هذه التقنية للأزواج الذين لا يقبلون بمولود من جنس غير المرغوب فيه.